# Château de Blarney
Le château de Blarney est situé dans la petite ville de Blarney dans le Comté de Cork en Irlande.

## Histoire
Le château de Blarney (irlandais: Caisleán na Blarnan) est un bastion médiéval à Blarney, près de Cork, en Irlande, et de la rivière Martin. À l’origine, avant 1200, une maison en bois était supposée avoir été construite sur le site, bien qu’il n’en soit restée aucune trace. Vers 1210 elle fut remplacée par une fortification en pierre. Celle-ci a été détruite en 1446, puis reconstruite par Dermot McCarthy, Roi du Munster de la dynastie Muskerry, une branche cadette des Kings of Desmond, qui a également construit des châteaux à Kilcrea et Carrignamuck. Le donjon actuel date de 1446.

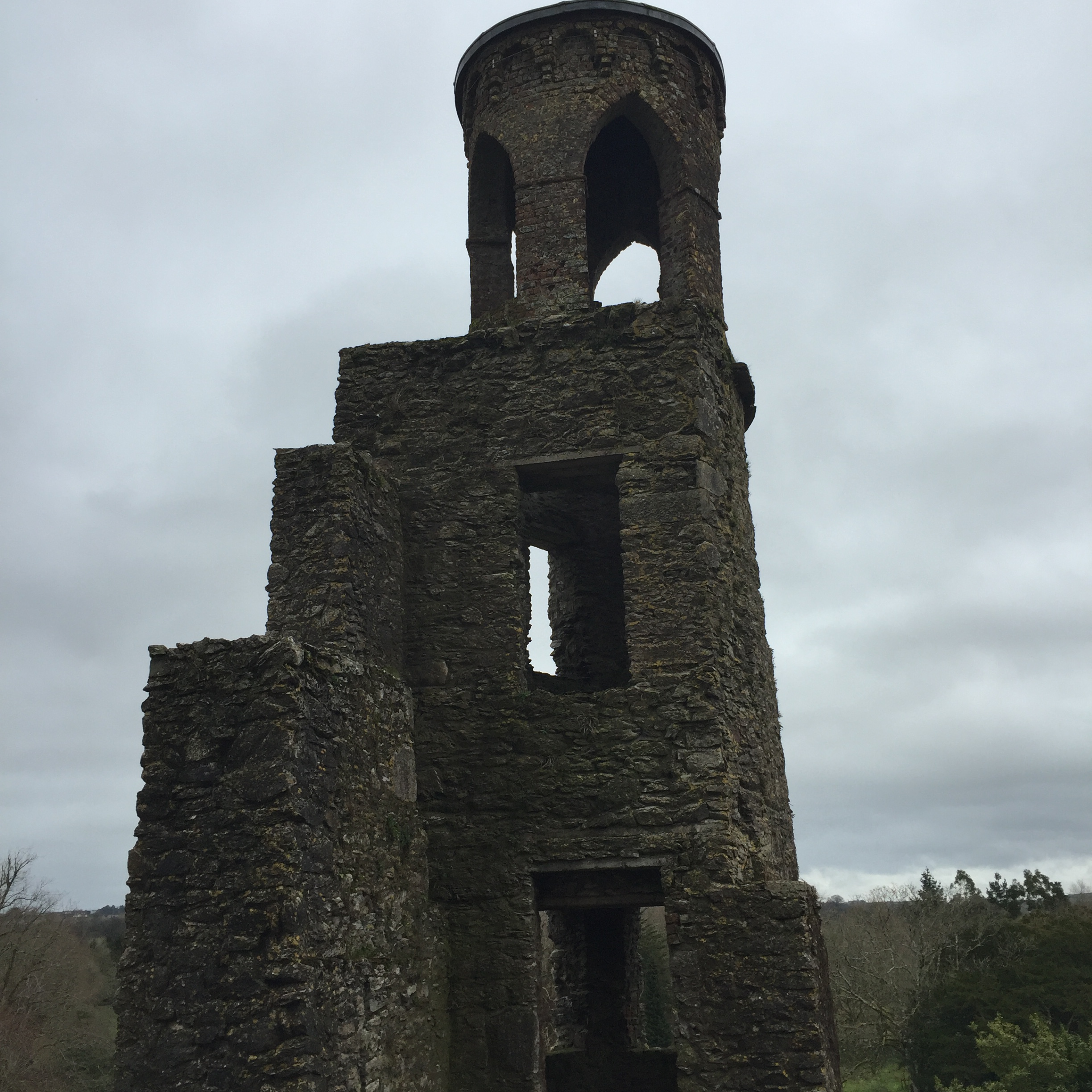
Tour restante du Chateau

Le château a été assiégé pendant les guerres confédérées irlandaises et a été pris en 1646 par les forces parlementaires dirigées par Lord Broghill. Cependant, après la Restauration anglaise, le château a été remis en état par Donough MacCarty, qui a été fait 1er comte de Clancarty.
Pendant la guerre de Williamite en Irlande dans les années 1690, le 4e Comte de Clancarty (également nommé Donough MacCarty) fut capturé et ses terres (dont le château de Blarney) furent confisquées par les Williamites.
Le château a été vendu et a changé de mains à plusieurs reprises - Sir Richard Pyne, le Lord Chief Justice d'Irlande, l'a possédé brièvement - avant d'être acheté au début des années 1700 par Sir James St John Jefferyes, alors gouverneur de Cork City.

## Le Manoir
Les membres de la famille Jefferyes construisirent plus tard un vaste manoir près du donjon du 15e siècle. Cette maison a été détruite par le feu, et en 1874 un manoir baronnial, connu sous le nom de Blarney House, a été construit à son emplacement, surplombant le lac à proximité. 

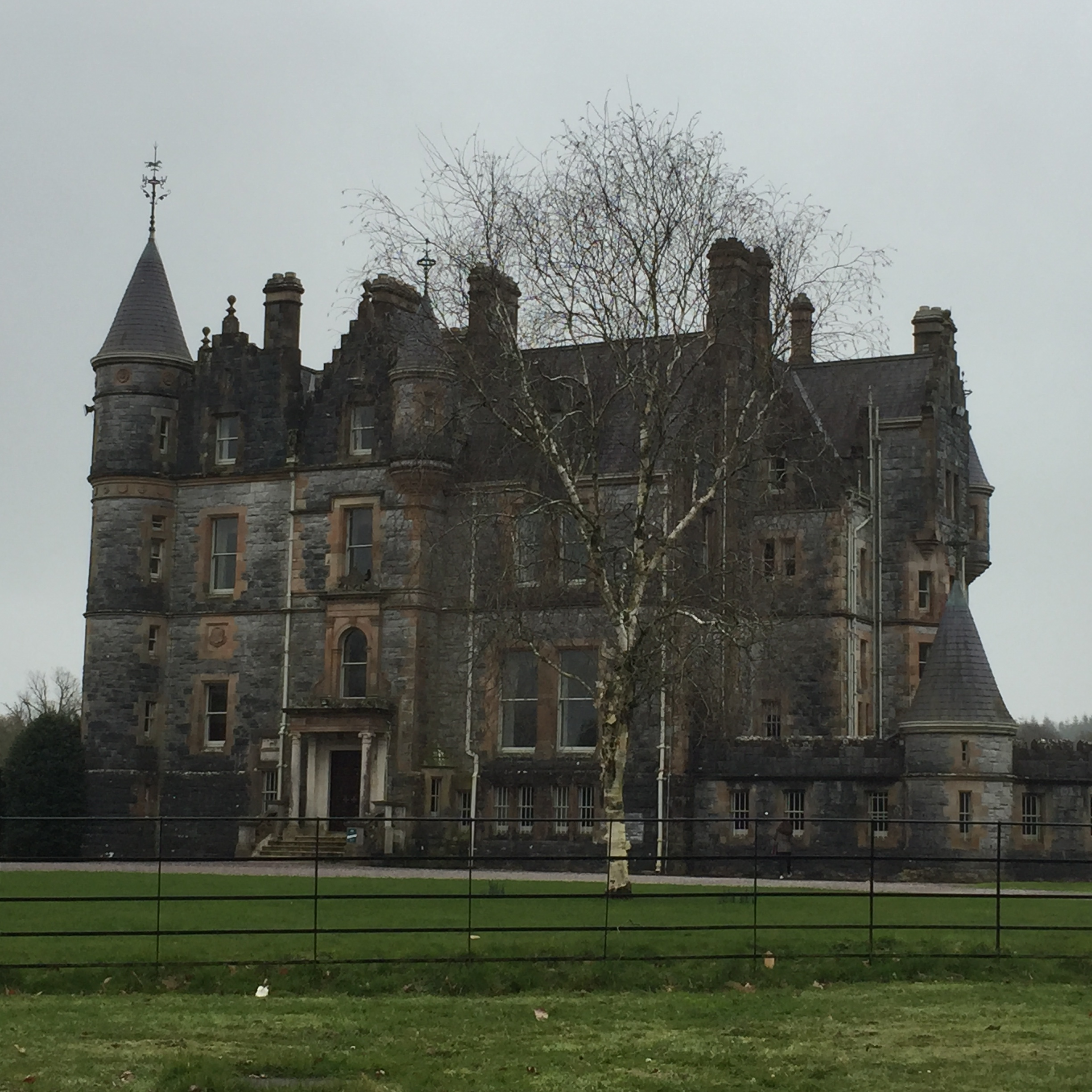
Le Manoir actuel du Blarney Castle

## Embrasser la pierre de Blarney
Au sommet du château, juste au-dessous des créneaux du donjon se trouve la "Pierre de l'éloquence". Embrasser cette pierre, la tête à l'envers, octroierait le don de l'éloquence.

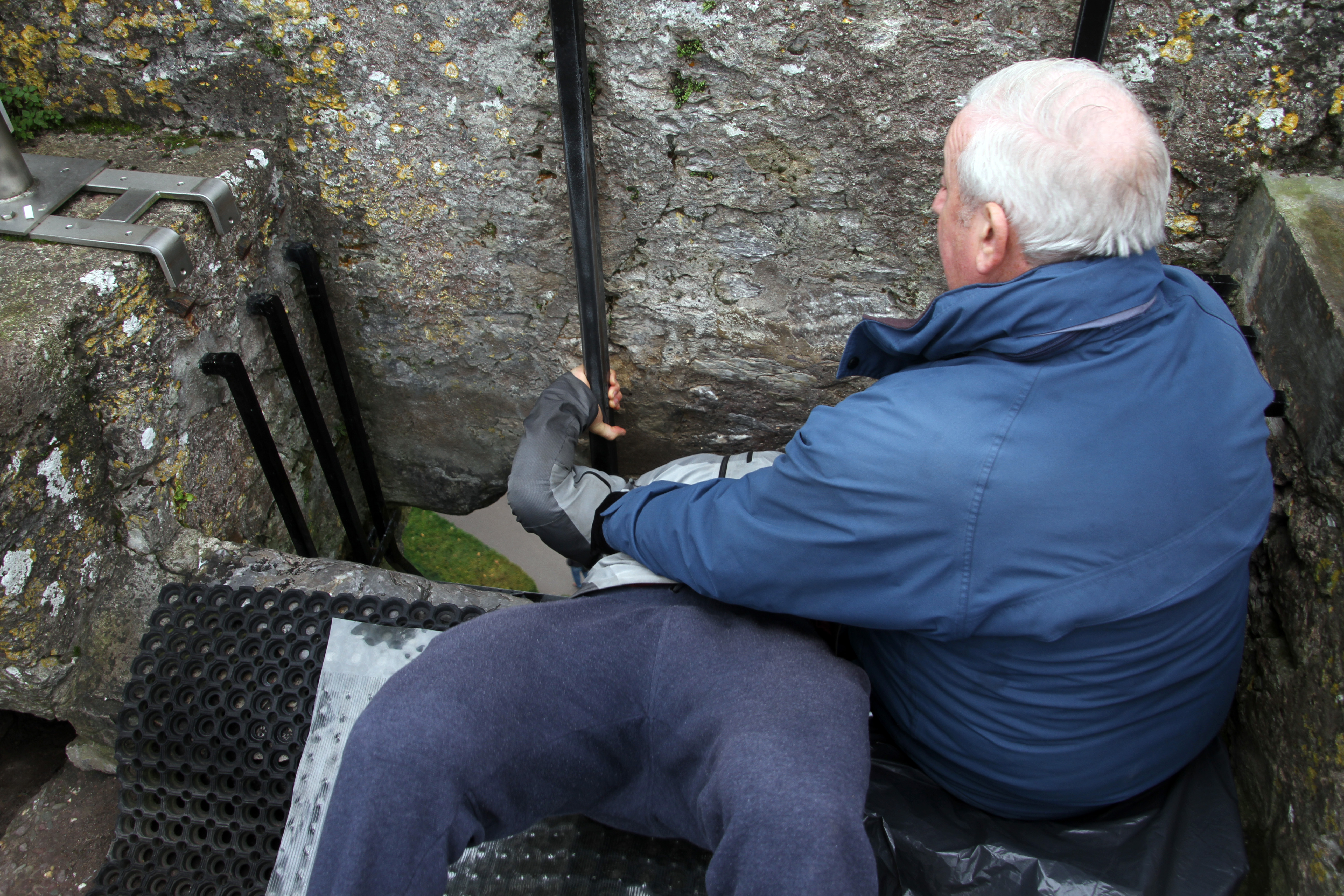
Embrasser la Pierre de l'éloquence

Au milieu du XIXe siècle, les familles Jefferyes et Colthurst ont été liées par mariage, et la famille Colthurst occupe toujours le domaine. En mai 2008, l'actuel propriétaire, Sir Charles St John Colthurst, Baronet, a réussi une action en justice pour expulser un homme qui vivait sur ses terres depuis 44 ans. L'arrière-grand-père de l'homme avait été le premier à occuper le cottage du domaine. 
Le château est aujourd’hui partiellement en ruine. Seuls demeurent accessibles quelques pièces et les remparts. Au sommet du château, au niveau des mâchicoulis, se trouve la pierre d'éloquence, mieux connue sous le nom de pierre de Blarney. Les touristes visitant le château peuvent se suspendre à l'envers au-dessus du vide pour embrasser la pierre, qui est censée donner le don de l'éloquence. Il existe de nombreuses versions à propos de l'origine de la pierre, dont une qui affirme que c'était le Lia Fáil - une pierre numineuse sur laquelle les rois irlandais ont été couronnés.

## Le Jardin
Les alentours du château sont constitués de vastes jardins. Des sentiers parcourent le parc avec des panneaux indiquant les différentes attractions telles que plusieurs formations rocheuses naturelles avec des noms fantaisistes tels que le cercle du druide, Witch's Cave et les Wishing Steps. Le terrain comprend un jardin de poison avec un certain nombre de plantes vénéneuses, notamment de l’aconit tue-loup, de la mandragore, de la ricine, de l'opium, ainsi que du cannabis. Blarney House, également ouvert au public et dans le parc de la succession, est un manoir écossais de style baronnial qui a été construit en 1874